# Asphalte (film, 1929)
Pour les articles homonymes, voir Asphalt et Asphalte (homonymie).
Pour plus de détails, voir Fiche technique et Distribution.
Asphalte (Asphalt) est un film dramatique allemand réalisé par Joe May, sorti en 1929.

## Synopsis
Un jeune policier tombe amoureux de la voleuse qu'il doit arrêter.

## Fiche technique
- Titre original : Asphalt
- Réalisation : Joe May
- Scénario : Joe May, Hans Székely et Rolf E. Vanloo
- Décors : Erich Kettelhut
- Genre : Policier, drame et romance
- Durée : 90 minutes
- Format : Muet, noir et blanc
- Pays de production :  République de Weimar
- Date de sortie : 12 mars 1929

## Distribution
- Albert Steinrück : le vieux Holk
- Else Heller : Madame Holk
- Gustav Fröhlich : le sergent Albert Holk
- Betty Amann : Else Kramer, la voleuse de bijoux
- Hans Adalbert Schlettow : le consul Langen
- Hans Albers : un voleur
- Arthur Duarte
- Paul Hörbiger : un voleur
- Trude Lieske
- Karl Platen
- Rosa Valetti : la femme au comptoir
- Hermann Vallentin
- Kurt Vespermann